# Retablo de la Purísima (catedral de Astorga)

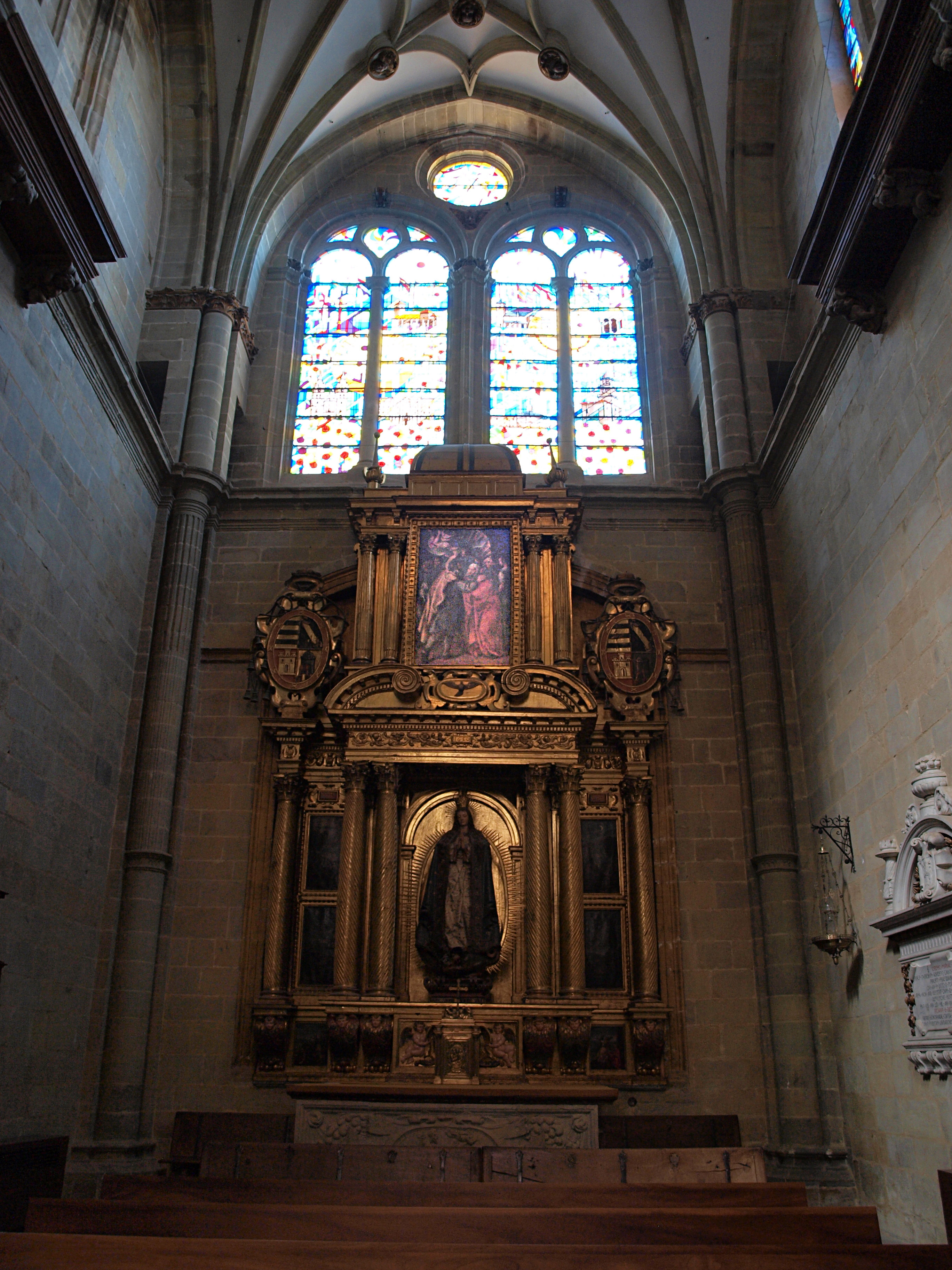
Retablo de la Purísima en la catedral de Astorga.

El Retablo de la Purísima se encuentra en la catedral de Astorga en uno de sus muros. El retablo se debe al mecenazgo del obispo de dicha catedral Alfonso Mejía de Tovar (también llamado Alfonso Messia de Tovar, 1616-1636), que lo encargó en 1627 para poder albergar la talla de la Inmaculada Concepción del escultor Gregorio Fernández, con motivo de la celebración en Astorga del Voto de la Inmaculada.
Consta de banco, un único cuerpo, tres calles y un ático. Las trazas y las pinturas se deben a Juan de Peñalosa y la arquitectura corrió a cargo de Francisco Ruiz, supervisada por el arquitecto Pedro Álvarez de la Torre. El dorado lo hizo Juan de Meaza (en 1630). El retablo mide 8 x 5,10 x 5 m. La imagen titular es la Inmaculada de Gregorio Fernández situada en el centro y delimitada por pares de columnas entorchadas.

## Descripción del retablo

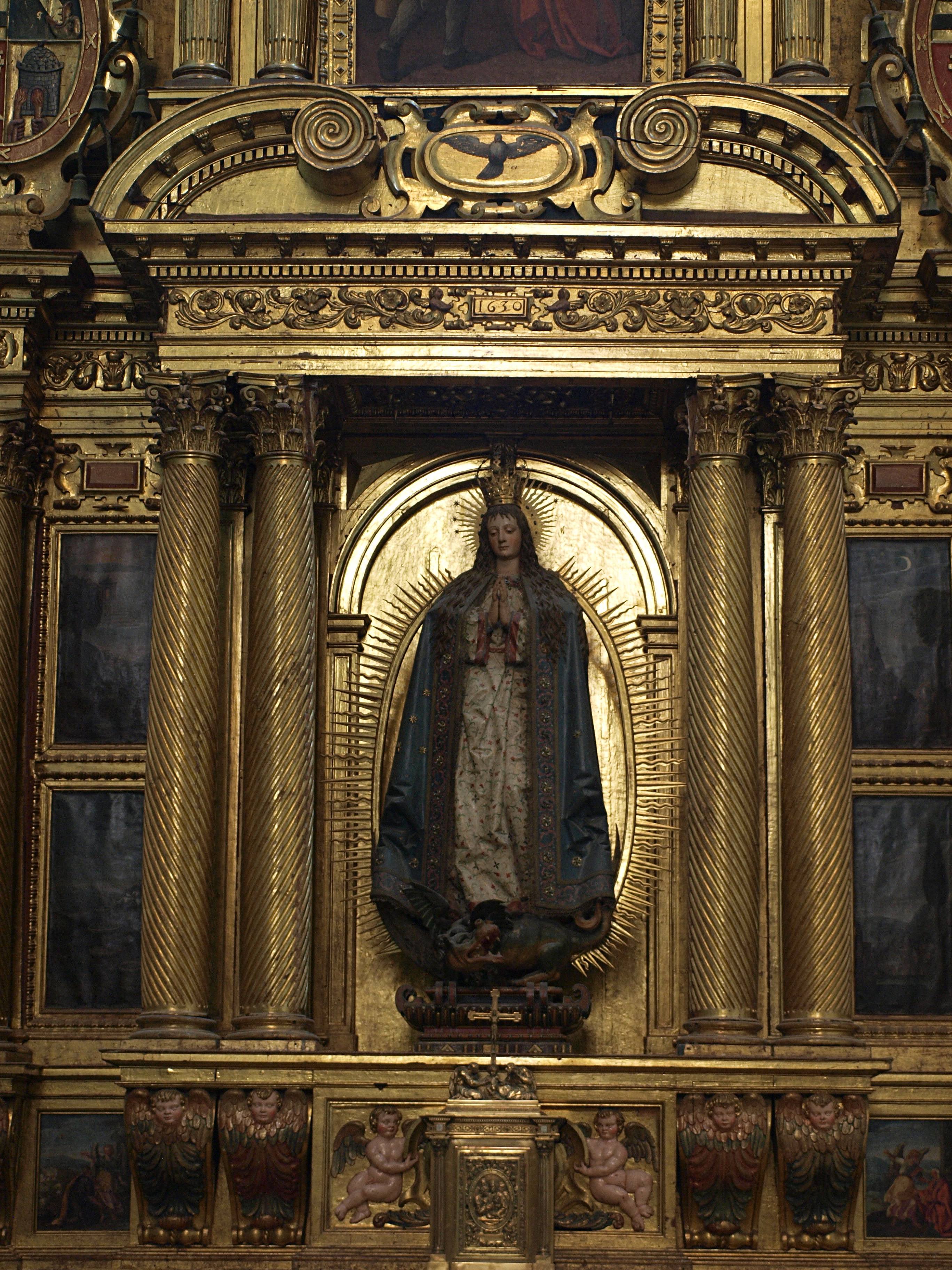
Imagen titular de la Purísima, obra de Gregorio Fernández

Consta de banco, un cuerpo con tres calles y un ático. En el centro del banco está ubicado el sagrario, custodiado a ambos lados por dos ángeles. El resto está repartido entre cabezas de ángeles con grandes alas y dos pinturas de Peñalosa: a la derecha el tema de la Anunciación del ángel a Santa Ana, siguiendo el relato de los Evangelios apócrifos y a la izquierda la Anunciación del ángel a San Joaquín, del mismo origen. Estos dos pasajes culminan en el lienzo del ático donde se representa el abrazo de Joaquín y Ana ante la Puerta Dorada de Jerusalén. Todas estas pinturas son de Peñalosa.
Las tres calles del cuerpo central están separadas por columnas entorchadas que tienen los capiteles corintios. En la calle central y ocupando todo el cuerpo se halla la imagen titular de la Purísima, obra de Gregorio Fernández de cuya existencia da fe el canónigo Peñalosa en su escrito sobre las fiestas de la Inmaculada Concepción en que no solo nombra a Gregorio Fernández como el autor sino que describe minuciosamente la escultura. En las calles laterales hay cuatro cuadros de Juan de Peñalosa con metáforas del Cantar de los Cantares y con letanías de la Virgen. Este único cuerpo está separado del ático por un friso y un frontón quebrado aplastado en cuyo centro puede verse una paloma, símbolo del Espíritu Santo.
El ático lleva en el centro el lienzo de Peñalosa con la representación mencionada del Abrazo ante la Puerta Dorada. Está enmarcado con cuatro columnas estriadas. En las esquinas pueden verse los escudos heráldicos del obispo Mexia.